# Gerald Gardner
Gerald Brosseau Gardner (Blundellsands, 13 giugno 1884 – Mar Mediterraneo, 12 febbraio 1964) è stato uno scrittore, saggista ed esoterista britannico, fondatore della religione Wicca.
Noto anche con il nome d'arte di Scire, con la pubblicazione nel 1954 di Witchcraft Today e nel 1959 di The Meaning of Witchcraft rese pubblica la religione della Wicca. Negli anni '40 e '50 del Novecento Gardner ha anche contribuito a rifondare dalle basi la Wicca e perciò tutte le altre correnti successive o si rifanno a lui, oppure si contrappongono alla sua visione. In particolare continua i suoi insegnamenti la tradizione gardneriana di questa religione, che viene considerata la tradizione originaria.
Egli è stato anche scrittore, poeta, divulgatore e membro della Società del Folklore britannica. Si è occupato di occultismo e in modo amatoriale di archeologia e antropologia.
Nel giugno 2014, in onore di Gardner è stata applicata una placca commemorativa pubblica (del tipo della Blue plaque) sulla casa dove visse ad Highcliffe nel Dorset, con la dicitura "Padre della moderna stregoneria", com'era avvenuto nel 2013 per Doreen Valiente a Brighton.

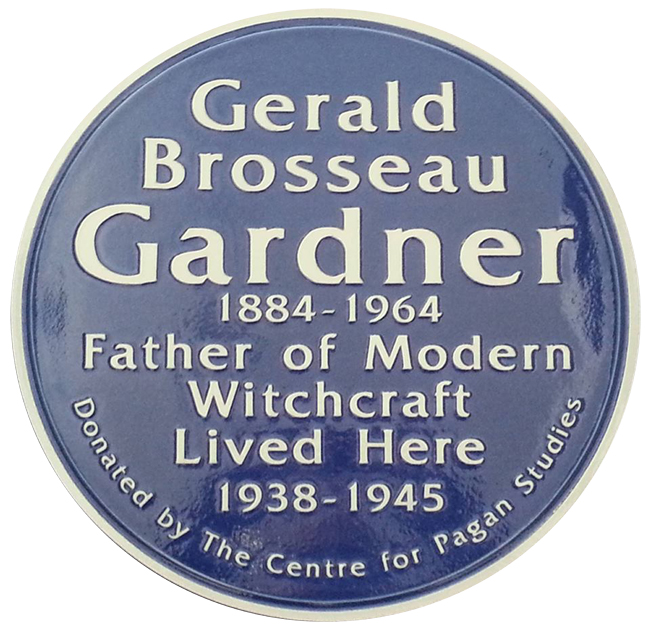
La placca commemorativa recentemente installata sulla casa dove visse Gerald Gardner ad Highcliffe

## Biografia

### Primi anni: 1884-1905
Gerald Gardner nacque nel 1884 da una famiglia più che benestante e di antiche origini, la seconda più antica di Liverpool secondo ricerche dell'epoca, coinvolta soprattutto nel commercio del legname pregiato ed esotico. L'impresa di famiglia era la Joseph Gardner & Sons, la più antica e importante società di importazione di legname del Lancashire.
Come era tipico dell'epoca la famiglia era numerosa e Gerald aveva molti fratelli, sorelle, cugini e parenti. La famiglia aveva al proprio servizio un'eccentrica bambinaia di origine scotto-irlandese, Georgina "Com" McCombie, detta a volte anche "Jo". Poiché il piccolo Gerald soffriva molto d'asma e perciò mal sopportava il clima dell'inverno inglese, la bambinaia si offrì di accudirlo, portandolo con sé a trascorrere l'inverno in un clima più adatto alla sua salute. Perciò ogni inverno e spesso anche per metà dell'anno, assieme alla sua fedele e autoritaria "Com", fino all'età di circa sedici anni, Gerald Gardner soggiornò all'estero: nei primi anni soprattutto nel sud della Francia, in Costa Azzurra; poi per i nove anni successivi soprattutto sull'isola portoghese di Madera, con brevi viaggi sulla costa dell'Africa, alle Canarie, ad Accra e a Città del Capo.
Non poté quindi ricevere un'educazione formale, frequentando regolarmente una scuola; perciò imparò a leggere e a scrivere da solo, da autodidatta, sviluppando però una caratteristica difficoltà nello spelling delle parole scritte, che mantenne fino in tarda età. La sua "Com" alla fine si sposò con un piantatore di tè di Ceylon e Gardner, ancora ragazzo, si sistemò al suo seguito nell'isola, dove rimase fino alla prima giovinezza, imparando anche lui il mestiere del piantatore. Mentre gli altri coloni britannici trattavano le popolazioni locali con distaccata superiorità, se non con disprezzo, Gardner si distinse per il suo interesse per la cultura locale e per la sua familiarità con i nativi, di cui apprezzava gli usi e costumi, come la vita all'aria aperta, liberi e senza troppi vestiti, che si sviluppò in seguito nel suo interesse verso il naturismo.
Iniziò a sviluppare un grande interesse per lo spiritismo in seguito alla lettura del libro There is no Death di Florence Murryat, convincendosi della sopravvivenza dello spirito in altri piani di esistenza. Gardner non era interessato unicamente all'occultismo e allo spiritismo, ma era anche fortemente attratto dalle religioni, dalle credenze, dalle usanze, dalle armi e dagli strumenti degli antichi culti ancora praticati nel mondo, che studiò approfonditamente, collezionando una variegata quantità di oggetti, poi conservati ed esposti nelle sue residenze e soprattutto nel suo Museo della Stregoneria sull'Isola di Man.

### Ceylon, Borneo e Malesia: 1905-1916
Nel 1905 Gardner ricevette a Ceylon la visita di alcuni membri della sua famiglia, tra cui suo padre, che comprò una piantagione di caucciù e gliela lasciò in amministrazione. Nel 1907 tornò per nove mesi in patria ed ebbe modo di approfondire la conoscenza di alcuni suoi parenti della famiglia Sergeneson, che mostravano interessi non dissimili dai suoi: in particolare la cugina Gertrude, che pensò anche di sposare e che rimase fino alla sua morte una delle sue migliori amiche. Di ritorno a Ceylon, Gardner aderì alla Massoneria, in una loggia della capitale Colombo, nella quale fu iniziato ai tre primi gradi (Apprendista, Compagno, Maestro) entro il 1911.
Presto si distaccò dalla massoneria, perdendo interesse verso la formalità dei suoi riti. Sempre nel 1911 suo padre vendette la piantagione di caucciù e Gardner si trasferì nel Borneo settentrionale (moderno Sabah) per lavorare in un'altra. Durante il viaggio passò da Singapore, che ebbe poi modo di visitare moltissime altre volte nel corso della sua permanenza nel sud-est asiatico. Nel Borneo, Gardner conobbe la popolazione dei Dayak, in particolare quelli delle tribù Dusuns e Saki, famosi cacciatori di teste. Contrariamente agli altri europei, che trattavano queste genti da selvagge e primitive, Gardner, per nulla intimorito dalla vita nella giungla, cominciò a frequentarle e a studiarle, in particolare i loro metodi di caccia e di guerra con l'uso di pericolose cerbottane dai dardi avvelenati.
Fu invitato ad assistere al rito del "séance", in cui una fanciulla si metteva in contatto con uno spirito tramite interessanti tecniche di trance. Rimase infine vittima della malaria e, giudicando il clima non adatto alla sua salute e per i dissidi che aveva frequentemente con l'altro amministratore della piantagione, si trasferì in Malaysia, facendo tappa durante il viaggio nel Brunei e a Sarawak. Nella penisola malese trovò impiego di nuovo come amministratore in una piantagione di caucciù e ne acquistò anche una sua personale, ancora in buona parte ricoperta dalla foresta, ma che aveva buone potenzialità di sviluppo.

### Alcuni rientri in patria dall'Oriente e le ricerche archeologiche: 1916-1936
Dopo lo scoppio della Grande Guerra, Gardner nel 1916 tornò in patria, ma furono vani i suoi tentativi di essere reclutato come volontario per la guerra, sempre riformato a causa della sua salute cagionevole. Riuscì a prestare aiuto come volontario negli ospedali, per la cura dei feriti di guerra, finché non si ammalò lui stesso e fu costretto a ripartire per l'Oriente. La crisi economica seguita alla Prima Guerra mondiale causò una caduta dei prezzi delle materie prime, compresa la gomma e Gardner fu licenziato dalla piantagione. Nel 1921 fece un altro breve ritorno in patria, alla ricerca di aiuti finanziari da parte di suo padre, ma non ottenne ciò che aveva sperato. Rientrato in Malesia trovò lavoro come funzionario pubblico, nel settore dei lavori pubblici, finché nel 1923 divenne funzionario doganale.
Dapprima lavorò per contrastare il contrabbando della gomma verso le Indie Olandesi, poi con l'incarico di mantenere il controllo del monopolio statale sul commercio dell'oppio. Nonostante girassero voci che Gardner si fosse arricchito incassando tangenti dai contrabbandieri, nessuna accusa formale gli venne mai mossa e, su nove funzionari che ricoprivano il suo stesso incarico, solo lui e un altro non furono rimossi, perché ritenuti gli unici a non essere stati corrotti. Nel 1927, durante un viaggio in patria, entrò in contatto con gli ambienti degli spiritisti di Londra e conobbe Dorothea Frances Rosedale, detta "Donna", figlia di un ecclesiastico anglicano che, ritardando il rientro in Malesia, sposò nel giro di pochi mesi, all'età di 41 anni. Gardner rimase legato a Donna per i successivi 33 anni, fino alla morte di lei, avvenuta nel 1960, anni nei quali apparentemente non prese mai parte alle attività o agli affari del marito.
In Oriente Gardner ebbe modo di alimentare i suoi interessi per l'archeologia, l'antropologia e l'etnologia: nel 1927 fece ricerche archeologiche in Malesia, scoprendo i resti di un'antica civiltà locale, presso il fiume Johore. Le sue scoperte non furono inizialmente prese in considerazione in ambiente universitario, perciò decise di compiere una serie di scavi per conto suo, riportando alla luce monete, gioielli e i resti di una nave. Solo successivamente il suo lavoro fu apprezzato e ne fu riconosciuta l'importanza, tanto da essere invitato a partecipare alle conferenze archeologiche tenute nell'area del sud-est asiatico negli anni venti e trenta, e i suoi articoli furono pubblicati su alcune riviste.
Nei suoi molteplici viaggi tra le popolazioni indigene con cui entrò in contatto, ebbe modo di sperimentare in prima persona le loro credenze, le loro usanze, il loro vivere i rituali e la magia in modo completamente naturale. Anche la conoscenza delle armi rituali malesi è stata per lui fondamentale e ne fece uno degli esperti mondiali più accreditati del suo tempo, in seguito alla pubblicazione del libro Keris and other malay weapons. La sua collezione di Keris, considerata una delle più complete del tempo in assoluto con oltre 400 esemplari, fu in buona parte acquistata dal Museo di Singapore, poco dopo il rientro definitivo di Gardner in Europa.
Il suo interesse per l'archeologia e le sue intense ricerche lo portarono anche a essere invitato da rinomati archeologi del tempo a partecipare a campagne di scavo in Palestina e in Gran Bretagna, nel corso dei suoi viaggi compiuti nel 1927 e nel 1932. I suoi scavi e i suoi studi antropologici rimasero comunque a un livello amatoriale: Gardner non aveva mai fatto studi accademici e, nonostante il plauso e i riconoscimenti, soffrì sempre di un senso di inferiorità, finché non riuscì a conseguire il titolo di Dottore in Filosofia presso una dubbia università dello Stato del Nevada, negli Stati Uniti. Il fatto che iniziò a fregiarsi del titolo di dottore fece circolare la scorretta informazione che avesse ottenuto una laurea honoris causa presso l'Università di Singapore.

### La wicca e gli ultimi anni: 1936-1964
Nel 1936, andato in pensione all'età di 52 anni, Gardner si ritirò definitivamente in Inghilterra con la moglie, ma a causa dei suoi problemi di asma, mantenne però l'abitudine giovanile di svernare nei paesi più caldi del Mediterraneo, in particolar modo a Cipro, dove aveva acquisito delle terre. Dopo il suo ritorno in Inghilterra cominciò a studiare più approfonditamente la stregoneria, l'esoterismo e l'occultismo, una passione che, insieme a quella per l'antropologia, segnò il resto della sua vita. Gardner aveva nel frattempo aderito a un ordine druidico ed era in contatto, tramite la massoneria britannica, con quasi tutti gli ambienti esoterici, teosofici e occultistici dell'Inghilterra. Divenne amico di Ross Nichols, il fondatore dell'OBOD, e con lui condivise l'amore per la vita all'aria aperta, frequentando gli stessi club naturisti e compiendo alcuni viaggi assieme, tra cui uno famoso per il suo significato, presso la Villa dei Misteri di Pompei.
Nel 1938 si trasferì nella regione della New Forest, nel sud dell'Inghilterra. All'apertura del Teatro Rosacrociano, realizzato dal Rosicrucian Order Crotona Fellowship, società rosacrociana fondata da George Sullivan, conobbe Mabel Emily Besant Scott, figlia di Annie Besant, una delle massime esponenti del movimento teosofico. Soprattutto conobbe Edith Woodford-Grimes, che lo mise in contatto con Susie Mary Mason e il fratello Ernest William Mason, che provenivano da una famiglia di streghe ereditarie britanniche: i tre con tutta probabilità facevano parte dell'originaria New Forest Coven, insieme a Dorothy Clutterbuck Fordham, un'ex colona britannica, dama della buona società, rientrata in patria dall'India.
Nel settembre del 1939, pochi giorni dopo lo scoppio della Seconda guerra mondiale, Gardner fu iniziato nella New Forest Coven, una congrega che egli (erroneamente e più o meno consapevolmente) riteneva appartenente ad un'antica tradizione stregonesca, che si considerava una sopravvivenza del paganesimo europeo, in particolare delle religioni matriarcali pagane e, risalendo a tempi ancor più antichi, del culto della Dea Madre diffuso nell'Europa preistorica. Gardner narrò che l'alta sacerdotessa, che lo aveva iniziato e istruito all'antica religione, era una donna che utilizzava lo pseudonimo di Old Dorothy (Vecchia Dorothy) e menzionò il bacio rituale, la creazione del cerchio e l'atmosfera solenne in cui si svolse il rito.
Una delle prime alte sacerdotesse di Gardner, Doreen Valiente, nelle sue ricerche documentali identifica la Vecchia Dorothy con Dorothy Clutterbuck Fordham: la donna esistette realmente, abitava nella zona di New Forest ed è certo che Gardner la conobbe molto bene, ma il suo ruolo nella fondazione della wicca rimane controverso. Per Ronald Hutton non c'è alcuna prova del suo coinvolgimento, anzi è improbabile che Dorothy Clutterbuck, essendo stata una notabile conservatrice, fosse stata coinvolta nella rinascita della wicca. Sotto la figura della Vecchia Dorothy, Gardner avrebbe ironicamente celato Edith Woodford-Grimes, che voleva restare anonima e che probabilmente fu anche la sua amante. Philip Heselton ritiene, invece, che la Clutterbuck abbia comunque avuto in qualche modo a che fare con  "The Wicca Cult" della New Forest Coven. Dai diari della donna si apprende che quella di dama della buona società, era solo una facciata: la Clutterbuck nutriva idee paganeggianti e aveva intrattenuto segretamente per diversi anni una relazione lesbica con un'amica.
La Valiente affermava che Dorothy Clutterbuck potesse forse essere identificata con Dafo, ma Heselton ha dimostrato che si trattava di due persone diverse: in accordo con il professor Ronald Hutton, sulla base di evidenze e prove più recenti, ha identificato Dafo con la Woodford-Grimes. In ogni caso sono state smentite le tesi di quegli studiosi, come Aidan Kelly e Francis King, per i quali Old Dorothy e Dafo fossero solo dei personaggi di fantasia inventati da Gardner. Durante gli anni di collaborazione con Gardner, Doreen Valiente contribuì inoltre a scrivere, o riscrivere assieme a lui, buona parte della ritualistica della Wicca, eliminando molti degli influssi che Gardner aveva tratto da Aleister Crowley.
In quel periodo la legislazione inglese proibiva le forme di religiosità stregonica, che furono rese legali solo nel 1951 con l'abolizione dell'ultimo Witchcraft Act (Legge sulla stregoneria). Perciò prima del 1951 Gardner pubblicò un romanzo High's Magic Aid, dove descrisse in forma narrativa e romanzata alcuni aspetti della stregoneria, di cui era venuto a conoscenza; dopo l'abolizione della legge ottenne invece dai suoi superiori della coven il permesso di pubblicare informazioni più specifiche e dirette, perciò Gardner pubblicò nel 1954 Witchcraft Today e nel 1959 The Meaning of Witchcraft, divulgando in pratica l'esistenza della Wicca. Nei suoi due saggi egli si riferisce al clero col nome collettivo di the wica e alla stregoneria religiosa con la locuzione the Craft (l'Arte), che solo in seguito alla sua morte furono raggruppate e sostituite nell'uso comune dall'etimologicamente più corretto wicca.
In quegli stessi anni Gardner acquistò il club naturista Five Acres, in una zona boscosa poco a nord-ovest di Londra, un club che già spesso frequentava e che poi lasciò in gestione al suo braccio destro, Jack Bracelin. Su uno dei terreni di sua proprietà nei pressi del club, denominato Bricket Wood, Gardner fece installare il "cottage delle streghe", che aveva acquistato dall'abate Ward. In seguito al ritiro della Vecchia Dorothy e di altri esponenti della vecchia coven di New Forest, Gardner vi fondò la sua prima e originale congrega, la Bricket Wood Coven.
Aderì anche alla società britannica del Folklore, presso la quale fu invitato a tenere alcune conferenze sulla stregoneria. Contribuì personalmente a fondare con Cecil Williamson il Museo della Stregoneria, della Magia, del Folklore e della Superstizione sull'Isola di Man, di cui in seguito divenne l'unico proprietario; poco dopo aver acquisito il controllo del museo, Gardner si trasferì proprio a Man, mantenendo lì la sua residenza ufficiale fino alla morte, dove venne seppellita anche sua moglie; dall'isola di Man Gardner spesso comunque si spostava nei paesi più miti, per i suoi tipici viaggi invernali, o per incontrare il resto della comunità wiccan in formazione, infatti in questo periodo fondò numerose coven nel resto delle Isole Britanniche. Tra le numerose coven che contribuì a fondare in quegli anni vi furono quelle di Eleanor Bone, Patricia Crowther e Monique Wilson, considerate le capostipiti di altrettante e prolifiche linee gardneriane.
Fred Lamond definisce il Gerald Gardner di questi ultimi anni come: «an old man in hurry» (un anziano di fretta): data l'età e la salute cagionevole, Gardner infatti si rendeva conto di avere ancora poco tempo da vivere e si adoperò senza sosta affinché la wicca gli sopravvivesse e si diffondesse rapidamente, il più possibile. Ne derivarono anche alcune scelte che in seguito si rivelarono discutibili, come l'iniziazione di persone che non si rivelarono all'altezza, ma anche decisioni che si rivelarono fondamentali, per gli sviluppi successivi della wicca.
Già sofferente per diversi mali, capitati nel corso degli ultimi anni, nel 1964 Gerald Gardner morì nei pressi del porto di Tunisi su una nave di ritorno dal Libano, nel quale aveva trascorso il suo abituale soggiorno invernale. Fu inizialmente sepolto in un cimitero nei pressi di Tunisi, finché dopo alcuni anni Eleanor Bone  (che come scritto sopra, era stata una delle alte sacerdotesse iniziate da lui), si occupò di traslare i suoi resti in un altro cimitero della città, visto che il precedente doveva essere smantellato per far posto ad un parco. Negli anni ottanta Patricia Crowther, che fu un'altra delle sue grandi sacerdotesse, si occupò di fargli erigere un monumento funebre, raccogliendo i fondi necessari.

## Opere
Principali pubblicazioni di Gerald Gardner:

### Libri
- Keris and Other Malay Weapons, Singapore, Progressive Publishing Company, 1936. Saggio in cui Gardner espone le sue ricerche sulle armi del sud-est asiatico e sulle pratiche magiche dei Dayak e di altre popolazioni primitive
- A Goddess Arrives, London, Stockwell Ltd., 1939. Romanzo che anticipa sotto forma narrativa la rivelazione della wicca. In quel periodo la legislazione inglese proibiva le forme di religiosità stregonica, che furono rese legali solo nel 1951, con l'abolizione dell'ultimo Witchcraft Act (Legge sulla stregoneria).
- High Magic's Aid, London, Michael Hougton, 1949. Il secondo dei due romanzi di pre-divulgazione della wicca.
- Witchcraft Today, London, Rider and Company, 1954 (edizione in lingua italiana: La stregoneria oggi, Roma, Venexia, 2007). Il primo dei due saggi, con cui Gardner rese pubblica l'esistenza della wicca.
- The Museum of Magic and Witchcraft: The Story of the Famous Witches' Mill at Castletown, Isle of Man, Tunbridge Wells, Kent, The Photochrom Co. Ltd, 1958. Saggio sull'omonimo museo.
- The Meaning of Witchcraft, London, The Aquarian Press, 1959. Il secondo dei due saggi con cui Gardner rese pubblica l'esistenza della wicca.

### Articoli
- Notes on Some Ancient Gold Coins from Johore River, in Journal Malayan Branch Royal Asiatic Society, Vol. XI, part. III, dicembre 1933, pp. 171–176
- Notes on Two Uncommon Varietis of the Malayan Kris, in Journal Malayan Branch Royal Asiatic Society, Vol. XI, part. III, dicembre 1933, pp. 178–182
- Ancient Beads from the Johore River as Evidence of an Early Link by Sea between Malaya and Roman Empire, in Journal Asiatic Society, 1937, pp. 467–470
- Le Problème de La Garde de l'Epée Cypriote de l'Age du Bronze, in Bulletin de la Société Préhistorique Francaise, n. 12, 1937
- More Coins from the Johore River, in Numismatic Chronicle, 5th series, Vol XIX, 1939, pp. 98–103
- Witchcraft, in Folk Lore, Vol. 50, giugno 1939, pp. 188–190
- British Charms, Amulets and Talismans, in Folk Lore, Vol. 53, II, giugno 1942, pp. 95–103
- The Hazel as a Weapon, in Folk Lore, Vol. 55, n. 4, dicembre, 1944, pp. 177
- The Museum of Magic and Witchcraft, in Humana Studia, Serie II, Anno VII, Fasc. I, 1955
- The True About George, in New Dimensions, gennaio 1964
- Witchcraft in the Isle of Man, in New Dimensions, marzo 1964, pp. 6–11